# Какофония
Какофо́ния (др.-греч. κακός – «плохой» + φωνή – «звук») — сочетания звуков, воспринимаемые как хаотическое и бессмысленное их нагромождение. Какофония образуется, как правило, в результате случайного сочетания звуков (например, при настройке оркестра) или режущего сочетания звуков в стихах. Антонимом слова какофония является эвфония (благозвучие).

## В музыке
В современном музыкальном авангардизме элементы какофонии могут быть использованы целенаправленно: «звуковые гроздья» у Г. Коуэлла и Дж. Кейджа, нагромождение звуков у П. Булеза и К. Штокхаузена и др. Если структура музыки не соответствует музыкальному опыту слушателя, у него может возникнуть впечатление какофонии. Например, слушатели могут воспринимать как какофонию музыку другой культуры или эпохи; так, якутское народное многоголосие (осмысленное и закономерное для якутов), покажется какофонией слушателю, воспитанному на аккордике терцовой структуры.
Известным примером употребления этого термина является статья «Сумбур вместо музыки», где им охарактеризована опера «Леди Макбет Мценского уезда» Шостаковича:

Если композитору случается попасть на дорожку простой и понятной мелодии, то он немедленно, словно испугавшись такой беды, бросается в дебри музыкального сумбура, местами превращающегося в какофонию.— Сумбур вместо музыки

## В филологии
Какофония в речи может создаваться из-за назойливого повторения одних и тех же звуков, если их скопление не служит стилистическим задачам. В этом значении термин применялся ещё Пушкиным: «„К кому был Феб из русских ласков“ — неожиданная рифма „Херасков“ не примиряет меня с этой какофонией.» («Дневник» Пушкина от 3 апреля 1821 г)

## Использование в других областях
Термин может быть использован и в других областях искусства
В психиатрии этим термином обозначается расстройство восприятия речи при сенсорной асемии, когда все слышимое воспринимается больным как беспорядочный и бессмысленный поток звуков; а также непрерывно издаваемые бессмысленные звуки, производимые на пике речевого возбуждения.

## Переносное значение
Какофония иногда используется в переносном значении для обозначения разлада и несогласия.
После того, как канцлер Германии Герхард Шрёдер в декабре 2002 критиковал политиков из своей коалиции, которые говорили о повышении налогов со словами «Этот вид какофонии абсолютно не способствует совместной политике»., слово Какофония при выборе «слова года» заняло 4-е место в Германии в 2002 году.

## Интересный факт
- Слово какофония применил Николай Носов в романе «Незнайка в Солнечном городе» для обозначения «музыки», которую исполняли появившиеся в городе хулиганы — «ветрогоны»: несколько из них пробрались в концертный зал

…и при большом стечении публики принялись давать концерт на расстроенных и испорченных музыкальных инструментах. Это была такая дикая музыка, что никакое ухо не могло выдержать; но ветрогоны распустили слух, что это самая модная теперь музыка и называется она какофония.

Эта какофония стала распространяться по городу, и скоро появилось ещё несколько оркестров, которые играли на поломанных и расстроенных инструментах. Особенно модным в то время считался какофонический оркестр «Ветрофон». Он был небольшой и состоял всего из десяти коротышек. Один из этих коротышек играл на консервной банке, другой пел, третий пищал, четвёртый визжал, пятый хрюкал, шестой мяукал, седьмой квакал; остальные издавали другие разные звуки и били в сковороды.

Любители музыки приходили на концерты этих модных оркестров, слушали и с истерзанными до боли ушами возвращались домой, проклиная на чём свет стоит всякую какофонию, ветрофонию и своё собственное существование в придачу.